# 殺し屋ハリー/華麗なる挑戦
『殺し屋ハリー/華麗なる挑戦』（ころしやハリー かれいなるちょうせん、原題：99 and 44/100% Dead）は、1974年のアメリカ映画。監督はジョン・フランケンハイマー。音楽はヘンリー・マンシーニが担当。

## ストーリー
ギャングのボスであるアンクル・フランクは、新進のギャングであるビッグ・エディと勢力争いを繰り広げていた。
ビッグ・エディはさらにつけ替え式の鉄の義手をもつ殺し屋マーヴィン・ザッカーマン（通称：爪）を雇いフランクを消そうとする。それに対抗するために、フランクは知り合いの象牙のグリップが付いたFN ブローニング・ハイパワーを持つプロの殺し屋ハリー・クラウンを雇う。ハリーは昔なじみで学校の教師をしているバフィと再会した。町を歩いていたハリーを突然エディの部下が狙撃し、さらに車が向かってきた。ハリーは車に向かって発砲するが、狙撃者も車に発砲していることに気づき車に乗っているのがフランクであるとわかった。久しぶりに再会した2人は、車の中で町の状況を話し合った。そこにエディの部下がダイナマイトを車に投げつけようとするが、車がその部下を轢き車も爆風に巻き込まれ動かなくなる。ハリーは歩いて行くと言いフランクの部下のトニーと共に爪がいるドリーの店に向かった。
ドリーの店では爪が遊女のベイビーに自身の鉄の義手を見せつけていた。ハリーは店で爪の部下と格闘し爪と対面するが、爪は逃げて行った。そこでトニーはベイビーに恋愛感情を抱き、2人は恋人となった。エディが埠頭にある倉庫の荷物を盗もうとしている
ことを知ったフランクは、ハリーに待ち伏せしてその荷物を売り物にならないように壊すように指示された。そして、待ち伏せしていたハリーらだったが、逆に爪らがマシンガンでフランクの部下を次々と殺していった。ハリーはエディらが待ち伏せしていることを知っていたことをフランクに話し、身内に内通者がいると言う。そこにフランクと一緒にいた女が現れる。女の名前はクララと言い、自分はフランクの養女だと語った。
翌朝、ハリーがフランクのところに行くと、そこでトニーからベイビーがエディらに誘拐されたという話を聞く。ハリーはトニーと地下下水道に行くと、エディの部下にエディが呼んでいるといわれ強制的に彼のもとに送られる。そこで、エディに会ったハリーは彼から自分のほうにつくように誘われたが、ハリーはそれを断った。その後バフィが誘拐され、ベイビーがバフィの学校に監禁されていることを聞かされる。急いで学校に向ったトニーとハリーは、ベイビーを救うことに成功した。フランクの家で、ハリーはエディと対決しに行くことを告げるが、フランクは自殺行為だという。フランクは自分の部下をつけると言い、ハリーらはエディらの本拠地であるクリーニング工場に潜入した。エディの部下を次々に倒したハリーはバフィを人質に取ったエディを見つける。エディは爪に始末を任せ去って行く。ハリーは爪と格闘の末勝利し、エディのもとに向かうとフランクがエディを撃った。エディは死ぬ直前に、クララがフランクらの情報を流していたことを話した。
戦いが終わったハリーは、埠頭でトニーとベイビーに会って別れの挨拶をし、バフィと共に船旅に出る。そこに、エディの部下に命じられハリーらを殺しに男が来たが、ハリーが今にも撃つ体勢で自分を見ていることに恐怖を覚え逃げて行った。そしてエディとクララの2人は、セメントの靴を履かされ海の底に沈んでいった。

## キャスト
| 役名                               | 俳優                         | 日本語吹替                                                     |
| 役名                               | 俳優                         | テレビ朝日版                                                   |
| ---------------------------------- | ---------------------------- | -------------------------------------------------------------- |
| ハリー・クラウン                   | リチャード・ハリス           | 日下武史                                                       |
| アンクル・フランク・ケリー         | エドモンド・オブライエン     | 富田耕生                                                       |
| バフィ                             | アン・ターケル               | 増山江威子                                                     |
| ビッグ・エディ                     | ブラッドフォード・ディルマン | 肝付兼太                                                       |
| マーヴィン・”クロウ”・ザッカーマン | チャック・コナーズ           | 大塚周夫                                                       |
| トニー                             | デヴィッド・ホール           | 森功至                                                         |
| ベイビー                           | キャサリン・ボーマン         | 高島雅羅                                                       |
| クララ                             | ジャニス・ヘイドン           | 小宮和枝                                                       |
| ドリー                             | コンスタンス・フォード       | 鈴木れい子                                                     |
| ジョー                             | ウィリアム・ハンセン         | 国坂伸                                                         |
| ナレーション                       | N/A                          | 藤村俊二                                                       |
| 不明 その他                        |                              | 稲葉加代子 武見京子 村松康雄 田中康郎 幹本雄之 二又一成 小森明 |
|                                    |                              |                                                                |
| 演出                               | 演出                         | 高桑慎一郎                                                     |
| 翻訳                               | 翻訳                         | 鈴木導                                                         |
| 効果                               |                              |                                                                |
| 調整                               | 調整                         | 山田太平                                                       |
| 制作                               | 制作                         | 日米通信社                                                     |
| 解説                               | 解説                         | 淀川長治                                                       |
| 初回放送                           | 初回放送                     | 1980年6月1日 『日曜洋画劇場』                                  |

※日本語吹替はスティングレイ発売のDVDに収録

## スタッフ
- 監督：ジョン・フランケンハイマー
- 製作：ミッキー・ボロフスキー、ジョー・ワイザン
- 脚本：ロバート・ディロン
- 撮影：ラルフ・ウールジー
- 音楽：ヘンリー・マンシーニ
- 美術：ハーマン・A・ブルメンタル
- 編集：ハロルド・F・クレス

日本語版スタッフ
字幕版
- 劇場版字幕：清水俊二
- DVD版字幕：落合寿和

吹替版
- 演出：高桑慎一郎
- 翻訳：鈴木導
- 調整：山田太平
- 効果：東上別符精
- 制作：日米通信社

## 備考
- 原題の「99 and 44/100% Dead」は、P&Gから発売されているアイボリー石鹸のキャッチコピー「99 44/100% Pure」をもじったものである。
- 本作で共演したリチャード・ハリスとアン・ターケルは本作公開直前に結婚した[3]。